# 如果這叫愛情感覺會很噁心
《如果這叫愛情感覺會很噁心》（簡稱）是所著的日本網路漫畫，2015年1月25日至10月17日在其pixiv上連載。其後在2016年2月由一迅社發行單行本，同年6月3日開始連載於pixiv和一迅社共同營運的漫畫網站「comic POOL」。
改編電視動畫於2021年3月29日起於Amazon Prime Video獨家首播，4月5日起於AT-X等電視台播映，共12集。

## 故事簡介
輕浮的高配社會人士天草亮偶然認識了妹妹的朋友、女高中生有馬一花，並狂熱地愛上了她。儘管一花對他過於直接的示愛感到噁心，並毫不留情地痛罵他，卻反而被亮當成是對自己的愛意表現。

## 登場人物
聲優以「廣播劇CD / 電視動畫」的次序排列。
有馬一花（聲：阿澄佳奈 / 小坂井祐莉繪）
本作女主角。17歲。女高中生。美術部成員。成績普通，不擅長理科。對亮單方面的好意感到困惑。
天草亮（聲：齊藤壯馬 / 豐永利行）
本作男主角。27歳。為一間一流大企業的代理課長。對一花有著強烈的好感。因為長相俊美、頭腦優秀且手段過人而很受女性歡迎。
天草理緒（聲：山本希望 / 長谷川玲奈）
亮的妹妹，一花的好友。雖是美人卻因強勢的態度讓人難以接近。對兄長追求一花的舉動雖然沒說什麼，但暗中仍給予支持。
多丸快（聲：島崎信長 / 榎木淳彌）
一花的同學，喜歡一花。
松島有枝（聲：早見沙織 / 花澤香菜）
亮的同事。
益田（聲：無 / 木村良平）
亮從中學時期認識的朋友。自由攝影師。
有馬百合子（聲：折笠富美子）
一花的媽媽。
天草善次（聲：中田讓治）
亮和理緒的父親。
天草好乃（聲：清華）
亮和理緒的母親。

## 出版書籍
| 卷數 | 一迅社         | 一迅社                                                            | 東立出版社    | 東立出版社             |
| 卷數 | 發售日期       | ISBN                                                              | 發售日期      | ISBN                   |
| ---- | -------------- | ----------------------------------------------------------------- | ------------- | ---------------------- |
| 1    | 2016年2月2日   | ISBN 978-4-7580-1483-0                                            | 2019年3月6日  | ISBN 978-957-26-1474-7 |
| 2    | 2016年11月17日 | ISBN 978-4-7580-1531-8                                            | 2020年1月14日 | ISBN 978-957-26-1475-4 |
| 3    | 2017年7月4日   | ISBN 978-4-7580-1559-2                                            | 2022年1月21日 | ISBN 978-957-26-1476-1 |
| 4    | 2018年1月19日  | ISBN 978-4-7580-1584-4 ISBN 978-4-7580-1585-1（附廣播劇CD特裝版） |               |                        |
| 5    | 2018年7月17日  | ISBN 978-4-7580-1609-4                                            |               |                        |
| 6    | 2019年2月14日  | ISBN 978-4-7580-1629-2                                            |               |                        |
| 7    | 2020年1月24日  | ISBN 978-4-7580-1680-3                                            |               |                        |
| 8    | 2021年3月25日  | ISBN 978-4-7580-1714-5                                            |               |                        |

本作最終一卷第8卷跟畫集《如果這叫愛情感覺會很噁心 畫集 Une Fleur》，以及另一漫畫作品《潮騷的魔女》最終一卷第2卷同日發售。

## 迴響
在2020年1月宣布動畫化時的累積發行量已超過100萬本。截至2021年3月，累積發行量（含電子版）已超過120萬本。

## 電視動畫

### 宣傳、消息公佈
2020年1月21日，宣布決定改編為電視動畫。10月2日，宣布將於2021年春季播映，開設官方網站和Twitter帳戶，並公開一張前導視覺圖。12月4日，宣佈將於2021年4月播映，並公開主視覺圖、宣傳影片、播映平台、製作人員陣容，以及6名主要角色的聲優。2月2日，公開第2條宣傳影片，片中有本作的片頭曲和片尾曲。3月27日早上9時，小坂井祐莉繪和豐永利行出席AnimeJapan 2021的網絡直播舞台活動。

### 製作
導演中山奈緒美的製作方針是「希望將本作做成一套電視劇，而非一套動畫」。在錄音影式上，不採用動畫錄音常見的直立式電容器咪高風，而是使用影視作品收音常用的懸吊式指向性咪高風。錄音時的站位也不是並排，而是採取面對面的方式，以盡量接近畫面展示的樣子。
兩名主角分別由小坂井祐莉繪和豐永利行聲演。這次是小坂井首次飾演主角。中山導演跟小坂井說「跟我問甚麼都可以」，並將自己的聯絡方式給了她，讓她能夠隨時詢問錄音上的問題。除了初任主演的小坂井之外，錄音現場還有聲優經驗不多的長谷川玲奈；豐永指製作組和其他合作的聲優都很熱心地指導這兩名資淺的聲優。

#### 製作人員
- 原作：
- 導演：中山奈緒美
- 副導演：山田卓
- 系列構成：柿原優子
- 人物設定、總作畫監督：藤田圆子
- 美術監督：三宅昌和
- 色彩設計：兒玉尚子
- 攝影監督：松井伸哉
- 線上剪輯：渡邉千波
- 音響監督：小泉紀介
- 音樂：堤博明
- 音響製作：、BloomZ
- 動畫製作人：衣川徹
- 動畫製作：Nomad
- 製作總指揮：夏目公一朗
- 製作：

### 主題曲
片頭曲
作詞、作曲：，編曲、主唱：ACE COLLECTION
片尾曲
作詞、作曲：Ryuga，編曲：，主唱：

### 各集列表
| 集數 | 日文標題 | 中文標題     | 分鏡                 | 演出                                   | 作畫監督 | 首播日期       |
| ---- | -------- | ------------ | -------------------- | -------------------------------------- | --- | -------------- |
| 1    |          | 不是壞人     | 中山奈緒美           | 山田卓                                 | 佐藤義久、 | 2021年 3月29日 |
| 2    |          | 香水的氣味   | 川村賢一             | 矢野孝典、鈴木琢磨                     | Park Changhwan | 4月5日         |
| 3    |          | 是在捉弄我吧 | 中山奈緒美、山田卓   | 小野田雄亮                             | 河西睦月 | 4月12日        |
| 4    |          | 在神聖的夜晚 | 松尾衡               | 西島圭祐                               | 飯飼一幸、南伸一郎、小林明美、福島豊明、睦田聰志、古川博之、櫻井拓郎、、佐藤義久                                              | 4月19日        |
| 5    |          | 聖地巡禮     | 山田卓               | 山田卓                                 | 古賀誠、岡野力也、佐藤義久、島袋智和、長嶋凌                                                                                  | 4月26日        |
| 6    |          | 單相思是什麼 | 佐藤光               | 永居慎平、渦卷鳴門、國本一穗、高山秀樹 | 佐藤義久、永居慎平、杉山直輝、島袋智和、森悦史、高田小知代、飯飼一幸、 服部益實、渡邊一平太、中川實、谷口繁則、早川元基、tofu | 5月3日         |
| 7    |          | 對偶像的愛   | 中山奈緒美、川村賢一 | 矢野孝典、鈴木琢磨                     | 古賀誠、Kim Myeongsin、高田小知代、輿石暁、小林明美、松下純子、森悦史                                                         | 5月10日        |
| 8    |          | 喜歡的人     | 角地拓大             | 永居慎平                               | 岡野力也、佐藤義久、山田雄一郎、小林明美                                                                                      | 5月17日        |
| 9    |          | 自己的答案   | 川村賢一             | 小野田雄亮                             | 河西睦月、Min Hyun Sook、Kang Dang Ha、Jeon Jong Min                                                                          | 5月25日        |
| 10   |          | 受傷的覺悟   | 渦卷鳴門             | 渦卷鳴門                               | 古賀誠、Jeong Jinyeong、輿石暁、松下純子、佐藤裕子、高田小知代、島袋智和                                                      | 5月31日        |
| 11   |          | 高中生       | 山田卓               | 寺丘臨                                 | 長嶋凌、、NAMU ANIMATION、Kim Giyeop、Joe Eungyeong、Lim Sugyeong                                                             | 6月7日         |
| 12   |          | 好噁心       | 中山奈緒美、渦卷鳴門 | 山田卓、小野田雄亮、中山奈緒美         | 藤田麻里子、古賀誠、佐藤義久、Kim Jongbeom                                                                                    | 6月14日        |

### 播放平台
日本深夜動畫：下文記載的日本国内播放時間使用日本標準時間（UTC+9）表示。因為部分時間标识會採用30小时制，因此請留意这类超过24:00的时间，其實際播放時間為翌日清晨。
| 播放日期               | 更新時間（UTC+9） | 播放平台           | 備註 |
| ---------------------- | ----------------- | ------------------ | ---- |
| 2021年3月29日－6月14日 | 星期一 21:45      | Amazon Prime Video |      |

| 播放日期               | 播放時間（UTC+9）    | 播放電視台     | 播放地區 | 備註             |
| ---------------------- | -------------------- | -------------- | -------- | ---------------- |
| 2021年4月5日－6月21日  | 星期一 22:00 - 22:30 | AT-X           | 日本全國 | 衛星電視，有重播 |
| 2021年4月5日－6月21日  | 星期一 23:00 - 23:30 | TOKYO MX       | 東京都   |                  |
| 2021年4月5日－6月21日  | 星期一 24:30 - 25:00 | 群馬電視台     | 群馬縣   |                  |
| 2021年4月5日－6月21日  | 星期一 24:30 - 25:00 | SUN電視台      | 兵庫縣   |                  |
| 2021年4月8日－6月24日  | 星期四 24:30 - 25:00 | BS富士         | 日本全國 |                  |
| 2021年4月8日－6月24日  | 星期四 25:20 - 25:50 | 北海道文化放送 | 北海道   |                  |
| 2021年4月9日－6月25日  | 星期五 23:00 - 23:30 | 栃木電視台     | 栃木縣   |                  |
| 2021年4月10日－6月26日 | 星期六 25:28 - 25:58 | 宮崎放送       | 宮崎縣   |                  |
| 2021年4月16日－7月4日  | 星期五 25:56 - 26:26 | 青森放送       | 青森縣   |                  |

## 外部連結
- 一迅社特設網站 （页面存档备份，存于）（日語）
- 漫畫連載網站 （页面存档备份，存于） - pixiv（日語）
- 電視動畫官方網站 （页面存档备份，存于）（日語）